# Travis Watson
Travis Watson (San Antonio, Texas, 20 de marzo de 1981) es un jugador de baloncesto estadounidense que se encuentra sin equipo. Con 2,03 metros de altura, juega en la posición de pívot.

## Trayectoria
[actualizar]